# Dumbrăvița (okręg Bistrița-Năsăud)
Dumbrăvița – wieś w Rumunii, w okręgu Bistrița-Năsăud, w gminie Spermezeu. W 2011 roku liczyła 596 mieszkańców.